# مسجد الشيخ سامبو
مسجد الشيخ سامبو (بالاندونيسية: Masjid Syekh Sampu) هو واحد من أقدم المساجد في إندونيسيا، يقع في بلدة لوبواك غوندانغ في منطقة سانغير جنوب سولوك في غرب سومطرة، وقد تم بناء المسجد في عام 1837، والذي تم بناء في بداية البناء على مساحة تبلغ 8 متر في 8 متر، مع ثوابت بنيت من الخيزران، وقد بني هذا المسجد الشيخ سامبو، ومنه أتت تسمية المسجد، مثل معظم المساجد القديمة في الأرخبيل، هذا المسجد له شكل من ثلاثة سقوف ومن ثلاثة مستويات، وفي عام 1936 تمت توسعة المسجد وأصبح حجمه إلى 12 متر في 12 متر.